# EPICA

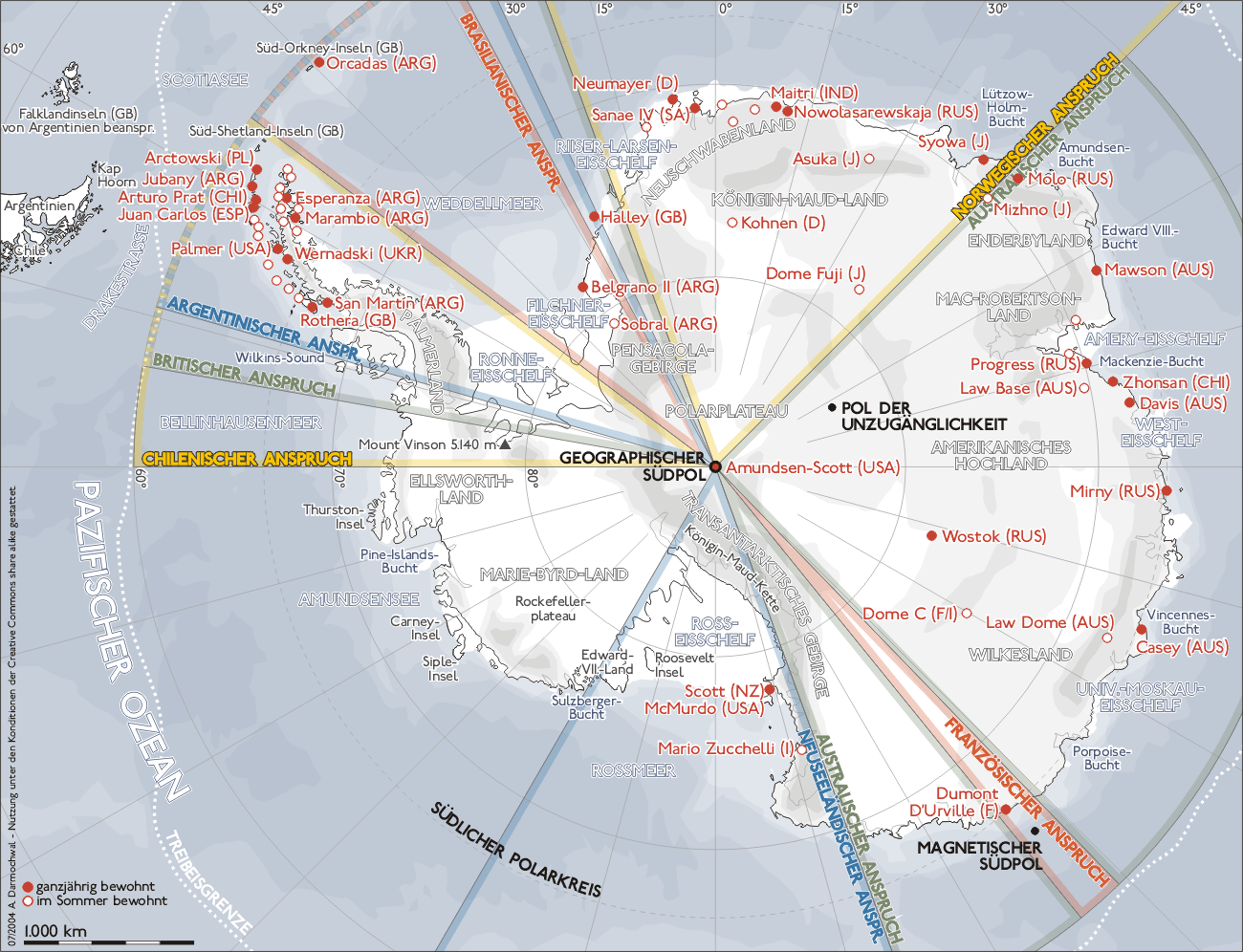
Bases antàrtiques permanents.

Evolució de la concentració de CO₂ atmosfèric i de les temperatures basat en dades aportades per EPICA.

EPICA és l'acrònim de European Project for Ice Coring in Antarctica (Projecte europeu per l'estudi de mostres de gel a l'Antàrtida). Aquest projecte internacional té per objectiu l'extracció de gel a gran profunditat per obtenir dades sobre el passat a la Terra, que serveixin per a estudis climàtics i atmosfèrics.
El 2008 el projecte va rebre el premi Descartes a la investigació científica.

## Plantejament de l'estudi
Les dades obtingudes són comparades amb les del GRIP, (Projecte de Mostres de Gel a Groenlàndia i les del GISP(Greenland Ice Sheet Project).

Les estacions de perforació es localitzen en dos punts:
- la Base Concòrdia (Dome C)
- l'Estació Kohnen.

L'avaluació d'aquests registres donarà informació sobre la variabilitat climàtica natural i sobre els mecanismes que van intervenir en els canvis climàtics ràpids que van succeir durant la darrera època glacial.
El "Programa ESF EPICA (1996-2005)" coordina les activitats de perforació en la base Concòrdia i en l'"Estació Kohnen", amb finançament de la Comissió Europea i amb contribucions especials de Bélgica, Dinamarca, França, Alemanya, Itàlia, Països Baixos, Suècia, Regne Unit i altres països no membres de la unió Noruega i Suïssa.
La primera publicació sobre les dades obtingudes la va editar la revista Nature.

## La base Concòrdia
Aquest indret (75° 06′ S 123° 21′ E, 3233 msnm, a 560 km de l'Estació Vostok) va ser escollit per tal d'obtenir mostres que tinguessin el mínim d'alteracions possibles des de la seva formació, per tal de caracteritzar la variabilitat climàtica al llarg de diversos cicles glacials, i per estudiar potencials elements desencadenants del canvi climàtics i la seva relació amb esdeveniments ocorreguts en altres regions. Les mostres han arribat a la capa de gel de fa 740.000 anys i han revelat 8 cicles d'edats de gel. El desembre del 2004 es va donar per acabada l'extracció, car s'havia arribat a 3.270,2 m, a només 5 metres per a tocar la roca. La mitjana anual de temperatura mesurada en °C és en l'actualitat de -54,5 °C i s'acumulen 25 mm de neu per any. La informació sobre les mostres es va començar a publicar a la revista Nature el 10 de juny del 2004.

## Interpretació dels gràfics

### Estudi de l'aigua
L'aigua del tipus VSMOW, definida pel Vienna Standard Mean Ocean Water està composta principalment per molècules {\displaystyle {H_{2}}^{16}O}, amb petites quantitats de {\displaystyle HD^{16}O} i de {\displaystyle {H_{2}}^{18}O}. La relació d'isòtops de D(deuteri) per H(hidrogen) és de {\displaystyle 155,76*10^{-6}} i amb relació a l'oxigen d'O-18 a O-16 és {\displaystyle 2005,2*10^{-6}}. El fraccionament succeeix durant els canvis entre les fases de condensació i d'evaporació: la pressió del vapor dels isòtops més pesants és més baixa, per tant el vapor conté relativament més proporció dels isòtops més lleugers i quan es condensa el vapor, en la precipitació (ja sigui en forma d'aigua o de gel) es troben preferentment els isòtops més pesencs. Les diferències de composició de l'aigua VSMOW s'expressen com δ18{\displaystyle O=1000*((^{18}O/^{16}O)/(^{18}O/^{16}O)_{VSMOW}-1)}; i amb una fórmula similar l'isòtop de deuteri δD). Els valors δ per a la precipitació sempre són negatius. La major influència sobre el δ és la diferència entre les temperatures oceàniques en la humitat evaporada i el lloc on finalment precipita; com que les temperatures oceàniques són relativament estables, el valor δ expressa principalment la temperatura on esdevé la precipitació. Tenint en compte que la precipitació es forma a la part de dalt de la capa d'inversió tèrmica, apareix la següent relació lineal:
δ 18O = aT + b
la qual serveis per calibrar empíricament les mesures de temperatura i de δ, de manera que és = 0,67‰/oC a Groenlàndia i de 0,76‰/oC a l'est de l'Antàrtida. Els calibratges es fan inicialment sobre la base de les variacions espacials en temperatura i s'assumeix que aquesta correspon a les variacions temporals (Jouzel & Merlivat, 1984). Més recentment, la termometria ha mostrat que per a les variacions glacial-interglacial, hi ha = 0,33‰/oC (Cuffey i al., 1995), implicant que els canvis de Tº glacial-interglacial eren el doble de grans del que prèviament s'havia pensat.

### Les dades de la Concòrdia

Comparació entre les mostres obtingudes a EPICA i a Vostok.

La imatge mostra les dades de δ deuteri (un proxy amb relació a la temperatura.
El gràfic de dalt té una línia vermella (dades d'EPICA) més llarga perquè les perforacions en aquesta estació van començar abans que les de Vostok (línia verda). Aquest gràfic expressa les quantitats de deuteri amb relació a l'antiguitat del gel. Les xifres de la part inferior indiquen l'antiguitat, expressada en anys, i fent el recompte d'anys partint del 1950 cap enrere, és a dir, el 0 correspon a l'any 1950. Com es pot veure les línies més comprimides es troben en els primers 100.000 anys.

La imatge inferior, expressa els nivells de deuteri en relació als metres de profunditat dels que procedeixen les mostres. Com es pot veure, el gel obtingut en els primers 100 metres és també el que té les línies més denses.
S'observa també que, en les dades anteriors a 400 kyr, les característiques del gel són diferents: Els períodes de calor interglacial tenen una durada menor als quatre períodes interglacials més recents, no obstant, els períodes interglacials anteriors a 400 kyr ocupen una proporció més gran en cada cicle. L'interglacial de fa 400 kyr, el qual se suposava (a partir de l'estudi dels paràmetres que configuren les òrbites de la Terra) que era una aproximació anàloga a l'actual període interglacial, s'ha descobert que era més llarg: va durar uns 28 kyr més. La revista Nature proposa que si s'accepta aquesta analogia, el clima actual hauria de continuar com en l'actualitat, deixant de banda la influència humana (cosa que s'ha demostrat poc probable, tenint en compte les prediccions de concentració de gas CO2).

S'espera que posteriors anàlisis de les mostres puguin donar dades del gel més antic, fins a 780 kyr, on es troba la capa d'inversió magnètica Brunhes–Matuyama.

L'escala temporal emprada en les mostres deriva de l'escala emprada per a mesurar gel que incorpora variacions en les acumulacions de neu, gruix del gel, flux de calor basal, etc., i s'ha ajustat fins a 4 vegades amb els registres marins el tipus VSMOW.

## Estació Kohnen
Aquesta estació es localitza a 75° 00′ S 00° 04′ E, 2892 msnm, a la Terra de la Reina Maud. Té una caiguda anual de neu superior a la d'EPICA i una sensibilitat més gran a les condicions de l'Atlàntic Sud; condicions que permeten estudiar alguns enllaços entre les derives de la circulació dels corrents a l'oceà Atlàntic i esdeveniments climàtics ràpids detectats a Groenlàndia.